# 兵庫県道340号浜甲子園甲子園口停車場線
兵庫県道340号浜甲子園甲子園口停車場線（ひょうごけんどう340ごう はまこうしえんこうしえんぐちていしゃじょうせん）は、兵庫県西宮市を通る一般県道である。

## 概要
西宮市枝川町から西宮市甲子園口2丁目に至る。
この道路のうち浜甲子園 - 阪神本線 甲子園駅 - 上甲子園の間は武庫川の支流であった枝川の跡地で、大正時代に阪神電気鉄道が払い下げを受けて路面電車である甲子園線を営業していたが、1975年（昭和50年）に廃止となった。
なお、甲子園筋は行政がつけた愛称であるが、昭和期までの地元では「電車道」と呼ばれることが多く、現在でも往時を知る世代には「電車道」で通じる。閑静な住宅地として知られる西宮七園の一つである甲子園の中心を南北に貫いている。

### 路線データ
- 起点：西宮市枝川町（鳴尾浜公園前交差点）
- 終点：西宮市甲子園口2丁目（JR西日本東海道本線 甲子園口駅前）
- 総延長：約3.299 km

## 路線状況

### 別名
- 甲子園筋（正式通称）
- 甲子園線（正式に甲子園筋と通称が付く以前から地元ではそう呼ばれる）
- 電車道 （もともと路面電車が走っていたことから地元ではそのように呼ばれる時期が長かった）

### 重複区間
- 国道2号（西宮市上甲子園1丁目・上甲子園交差点 - 西宮市上甲子園1丁目・上甲子園交番前交差点）

## 地理

### 通過する自治体
- 西宮市

### 交差する道路
| 交差する道路                                          | 交差する場所  | 交差する場所         |
| ----------------------------------------------------- | ------------- | -------------------- |
| 兵庫県道341号甲子園尼崎線 兵庫県道342号甲子園六湛寺線 | 甲子園九番町  | 甲子園九番町交差点   |
| 国道43号                                              | 甲子園七番町  | 甲子園球場前交差点   |
| 鳴尾御影線                                            | 甲子園三保町  | 甲子園三保町交差点   |
| 国道2号 重複区間起点                                  | 上甲子園1丁目 | 上甲子園交差点       |
| 国道2号 重複区間終点                                  | 上甲子園1丁目 | 上甲子園交番前交差点 |

### 交差する鉄道
- 阪神本線

### 沿線
- 鳴尾浜公園
- 武庫川女子大学薬学部 浜甲子園キャンパス
- ららぽーと甲子園（甲子園阪神パーク跡）
- 阪神甲子園球場
- 阪神本線 甲子園駅
- 旧甲子園ホテル
- 甲子園警察署 上甲子園交番
- 上甲子園郵便局
- JR西日本東海道本線 甲子園口駅